# Friesenheim
Friesenheim es una localidad y comuna francesa situada en el departamento de Bajo Rin, en la región de Alsacia. Tiene una población de 494 habitantes (según censo de 1999) y una densidad de 41 h/km².
- Datos: Q21331
- Multimedia: Friesenheim (Bas-Rhin) / Q21331

1. ↑  Worldpostalcodes.org, código postal n.º 67860.
2. ↑  INSEE, Datos de población para el año 2012 de Friesenheim (en francés).